# Abie the Agent
Abie the Agent fu una popolare serie a fumetti a strisce giornaliere ideata e realizzata da Harry Hershfield e pubblicata negli Stati Uniti d'America dal 1914 al 1940. Dalla serie vennero tratte due serie animate e venne citata nel film Animal Crackers dei Fratelli Marx.

## Storia editoriale
Dopo il successo ottenuto con la serie Desperate Desmond del 1910, venne richiesto all'autore di crearne una nuova, sempre incentrata sulla cultura Yiddish e sugli immigrati di origine ebraica negli USA. Venne così preso il personaggio di Abraham Kabibble, già comparso come personaggio secondario in Desperate Desmond e venne caratterizzato confutando alcuni stereotipi sugli ebrei e dando una rappresentazione di un immigrato di classe media che aveva raggiunto un certo successo anche se molto avaro e fu il primo ebreo protagonista di una striscia a fumetti americana. La nuova serie divenne nota come Abie the Agent ed esordì sul New York Journal il 2 febbraio 1914, distribuita dal King Features Syndicate, e divenne molto popolare tanto che nel 1917 vennero prodotte due serie animate. La serie venne sospesa tra il 1931 e il 1935, per poi concludersi definitivamente nel 1940.

## Caratterizzazione dei personaggi
Mentre il protagonista e i comprimari avevano molte caratteristiche tipicamente ebraiche, come i loro nomi o il loro uso di parole e accenti yiddish, mancavano invece molti degli elementi negativi o caricaturali, come i tratti fisici esagerati, che si trovano nelle raffigurazioni degli ebrei del periodo. Abie, il protagonista, era per molti versi indistinguibile da altri americani caucasici e fu un primo esempio della fede nell'integrazione degli ebrei tedeschi nella società americana e, ad esempio, durante il 1917 il personaggio si arruolò nell'esercito per dare il suo contributo al suo paese d'adozione.
Col tempo il personaggio perse molte delle sue caratteristiche più tipicamente ebraiche, dimostrando così l'avvenuta integrazione nella società americana. Il fumetto venne realizzato da un artista ebreo, ma può essere considerato discriminatorio dal momento che probabilmente ha cercato solo di promuovere l'assimilazione degli ebrei come americani caucasici, allo stesso tempo distinguendoli da altre etnie come i messicani o gli afroamericani che sono stati spesso rappresentati negativamente.